# 亨利·麦金托什
亨利·麦金托什（英語：Henry Macintosh，1892年6月10日—1918年7月26日），英国男子田径运动员，主攻短跑。他曾代表英国参加1912年夏季奥林匹克运动会田径比赛，获得男子4×100米接力金牌。